# Juegos Olímpicos de Pekín 2022
Los Juegos Olímpicos de Pekín 2022 (en chino simplificado, 第二十四届冬季奥林匹克运动会; pinyin, Dì Èrshísì Jiè Dōngjì Àolínpǐkè Yùndònghuì), oficialmente conocidos como XXXIII Juegos Olímpicos de Invierno, fueron un evento multideportivo internacional que se llevó a cabo entre el 4 y el 20 de febrero de 2022 en las ciudades de Pekín y en Zhangjiakou (localizada en la provincia vecina de Hebei).
Estos fueron los terceros Juegos Olímpicos consecutivos celebrados en Asia, después de Pieonchang 2018 y Tokio 2020. Tras celebrar los Juegos Olímpicos de 2008, Pekín se convirtió en la primera ciudad en celebrar unos Juegos de verano y de invierno. Además es la ciudad más grande en celebrar los JJ. OO. de invierno.
Fueron los primeros Juegos Olímpicos de Invierno celebrados en China y los segundos Juegos Olímpicos, tras Pekín 2008, llevados a cabo en dicho país. El presupuesto estimado para los Juegos es de 3900 millones de dólares, menos de un décimo de los 43 000 millones gastados en Pekín 2008.

## Candidatura
En octubre de 2012, el Comité Olímpico Internacional anunció el calendario del proceso. La fecha límite para la presentación de candidaturas fue el 14 de noviembre de 2013. El 7 de julio de 2014, la Comisión Ejecutiva seleccionó a Oslo, Noruega, Alma Ata, Kazajistán y Pekín como ciudades candidatas. No obstante, el 1 de octubre de ese año, Oslo retiró su candidatura debido a que el parlamento noruego rechazó la solicitud de financiación de los juegos. La recepción pública de la solicitud de financiamiento había sido altamente negativa debido a preocupaciones de costos después de los sobrecostos de los Juegos Olímpicos de Invierno de 2014 en Sochi, y especialmente a consecuencia de revelaciones de la prensa noruega acerca de una serie de exigencias supuestamente realizadas por el COI. Las exigencias incluyeron notablemente «demandas tipo diva para el tratamiento de lujo» para los propios miembros del COI, tales como carriles especiales en todas las carreteras solo para uso de los miembros del COI y un cóctel en el Palacio Real con bebidas pagadas por la familia real. Varios analistas señalaron que tales demandas eran desconocidas en una democracia occidental. La revista estadounidense Slate describió al COI como una «organización notoriamente ridícula dirigida por estafadores y aristócratas hereditarios». El COI respondió a la decisión considerando que fue una oportunidad perdida para los noruegos y argumentando que el gobierno noruego no envió oficiales de alto rango a reuniones importantes. Asimismo, el COI dijo que los políticos noruegos tomaron una decisión con base en «medias verdades y hechos inexactos».
La ciudad sede fue seleccionada el 31 de julio de 2015, durante la 128.ª Sesión del COI, celebrada en Kuala Lumpur, Malasia. Estos serán los terceros Juegos Olímpicos consecutivos que se celebrarán en Asia, tras Pyeongchang 2018 y Tokio 2020. Asimismo, Pekín se convertirá en la primera ciudad en la historia en celebrar unos Juegos Olímpicos de Verano e Invierno, en agosto de 2008 acogió los Juegos Olímpicos de Verano.
| 128.ª Sesión del Comité Olímpico Internacional 31 de julio de 2015, Kuala Lumpur, Malasia |          |          |          |
| Ciudad                                                                                    | Votación | Votación | Votación |
| Pekín (CHN)                                                                               | 44       |          |          |
| Alma Ata (KAZ)                                                                            | 40       |          |          |

## Transporte
Se construirá el Tren Interurbano Pekín-Zhangjiakou, iniciando en la Estación Pekín Norte y finalizando en la Estación Zhangjiakou Sur. Se espera que cubra las distancias a una velocidad de 350 kilómetros por hora y que el viaje entre ambas ciudades tenga una duración de 50 minutos.
También se prevé la expansión del Metro de Pekín; se ha proyectado que tenga al menos 24 líneas para 2022. También se planteó la modernización y expansión de las redes carreteras y autopistas.
Asimismo, se tiene planeada la inauguración, en 2019, de un segundo aeropuerto para Pekín y la región, tentativamente conocido como Aeropuerto Internacional de Pekín-Daxing o Segundo Aeropuerto Internacional de Pekín-Capital.

## Antorcha Olímpica
Estará vigente desde el 18 de octubre de 2021 hasta el 4 de febrero de 2022.
Olimpia, Atenas, Grecia, Beijing, Yanqing, Estadio Nacional de Beijing, Zhangjiakou,  China

## Sedes
Las sedes de los Juegos de Invierno de 2022 se han dividido en tres zonas o grupos: Pekín, Yanqing y Zhangjiakou.

Ubicación de los tres clusters de Pekín 2022

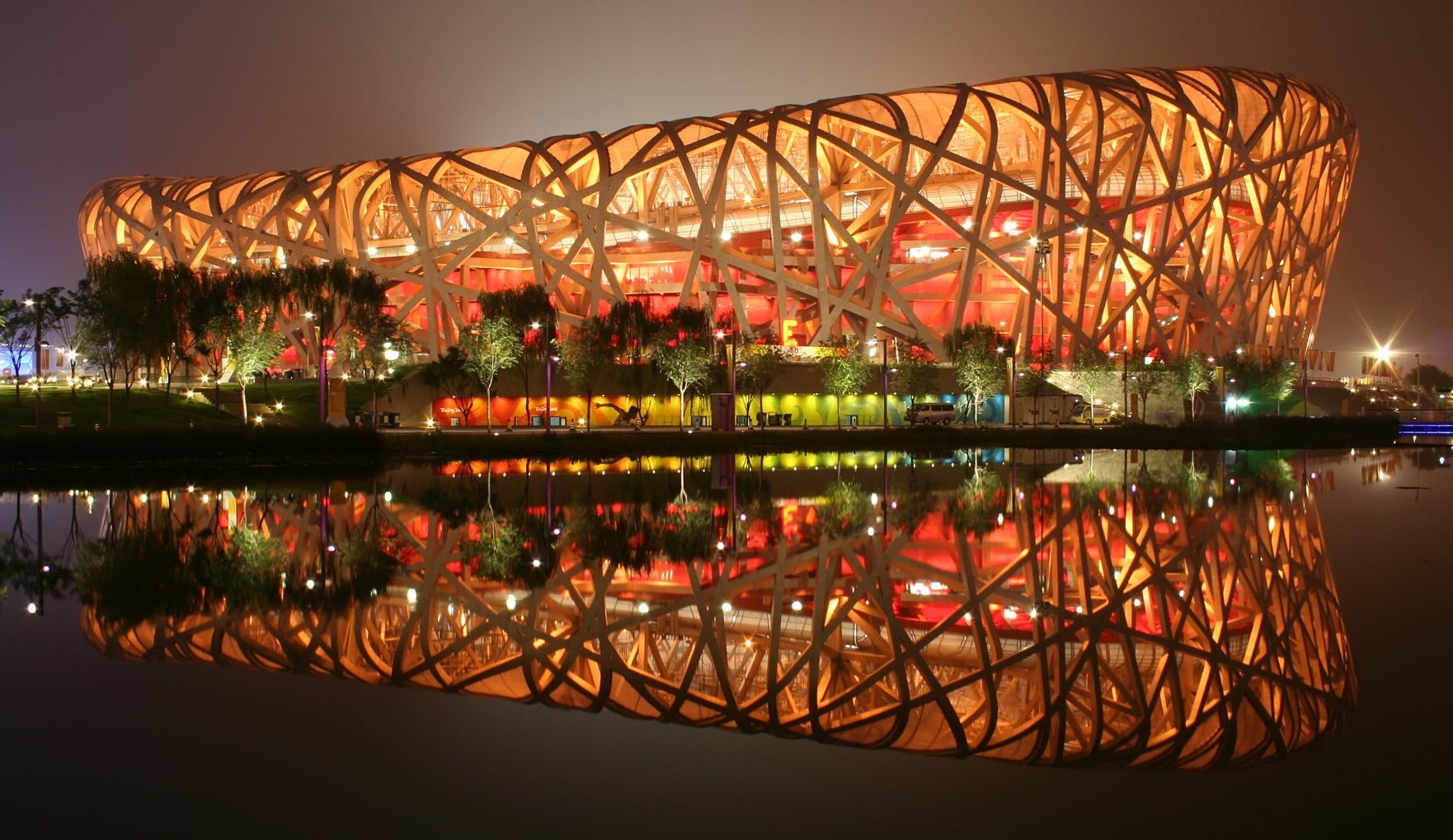
Estadio Nacional de Beijing

### Pekín

#### Parque Olímpico de Pekín
Cinco eventos sobre hielo se celebrarán en el Parque Olímpico de Pekín, cuyos recintos fueron algunas de las principales sedes de los Juegos Olímpicos de verano de 2008.
- Estadio Nacional de Pekín - ceremonias de apertura y clausura
- Centro Acuático Nacional de Pekín - curling
- Estadio Cubierto Nacional de Pekín - hockey sobre hielo
- Centro Deportivo Wukesong - Hockey sobre Hielo
- Óvalo Nacional de Patinaje de Velocidad - patinaje de velocidad
- Centro Nacional de Convenciones de China - MPC/IBC

#### Villa Olímpica de Invierno de Pekín 2022
- Desde 2009, la Villa Olímpica de Pekín, situada en el Parque Olímpico, está ocupada por residentes fijos. Por lo tanto, era necesario construir una segunda villa a menor escala para los Juegos Olímpicos de Invierno. Estos nuevos edificios se ubicaron en la zona sur del Parque Olímpico, en el área del Centro Deportivo Olímpico Nacional.[6]

#### Otras sedes
Las pruebas de Big Air de snowboard y esquí de estilo libre se celebrarán en una nueva zona de desarrollo urbano en el distrito de Shijingshan, un barrio de la zona urbana de Pekín.

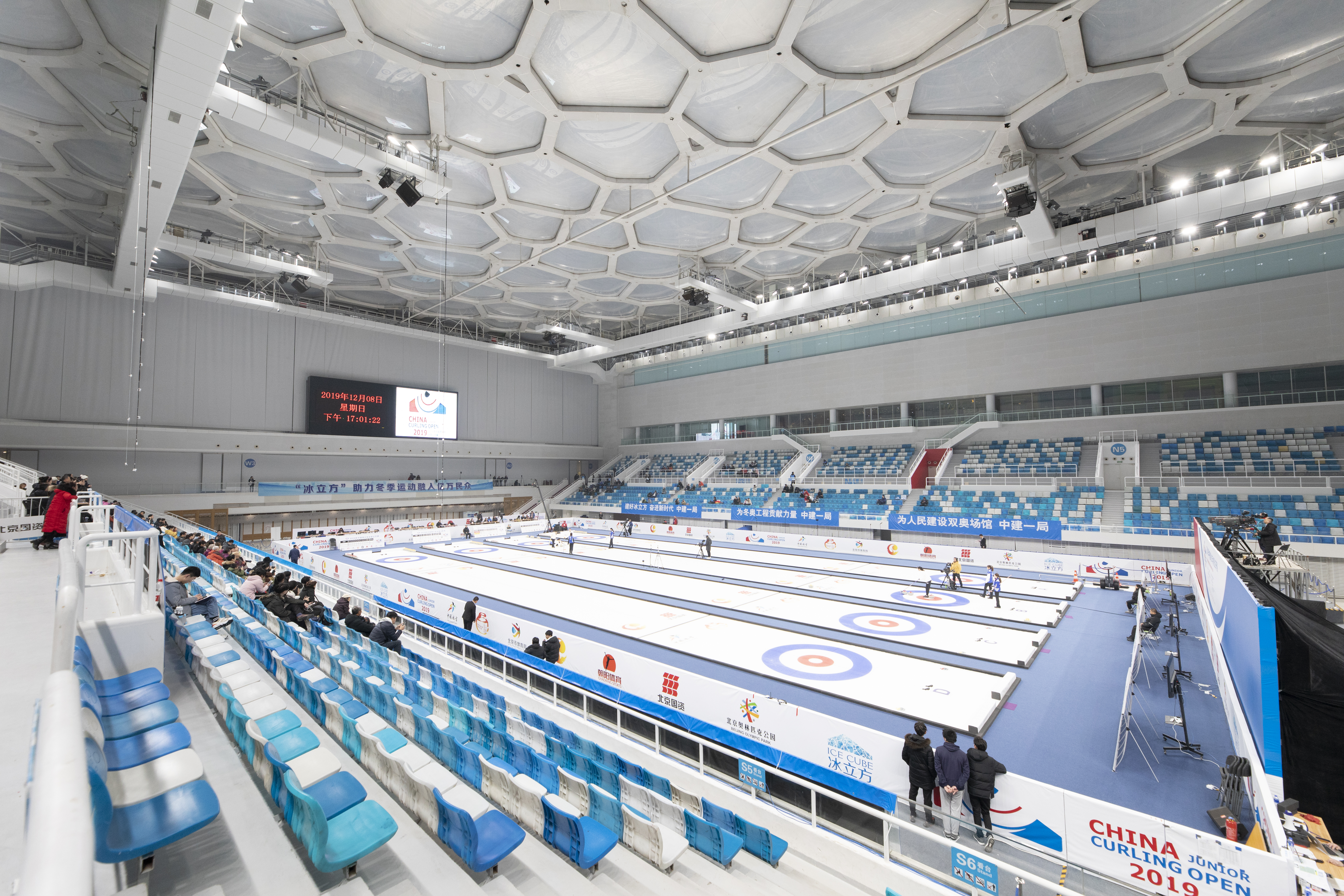
Centro Acuático Nacional

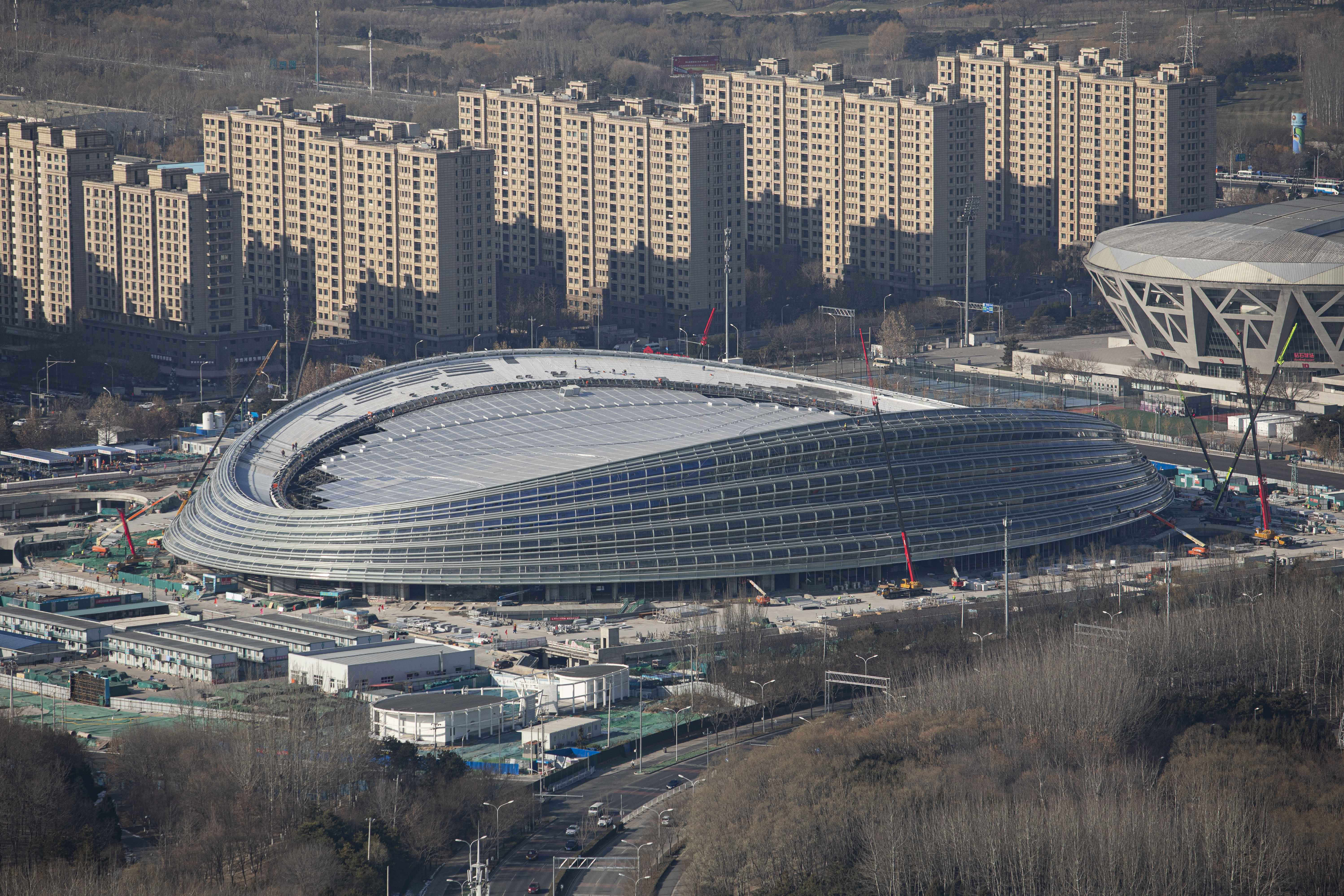
Óvalo Nacional de Patinaje de Velocidad

- Estadio Cubierto de la Capital - patinaje artístico, patinaje de velocidad en pista corta / 15.000
- Centro Deportivo Wukesong - hockey sobre hielo / 10.000
- Big Air Shougang - snowboard (Big Air), esquí de estilo libre (Big Air)

### Yanqing
El distrito de Yanqing es un distrito suburbano de Pekín. Las competiciones de luge, bobsleigh y esquí alpino se celebrarán en la zona montañosa de Xiaohaituo, en el pueblo de Zhangshanying, al oeste de Dazhuangke, en el distrito de Yanqing, al noroeste de la zona urbana de Pekín, a 90 kilómetros del centro de la ciudad y a 17,5 kilómetros del pueblo de Yanqing, utilizando nieve artificial debido a la escasez de nieve natural en esta región.
- Campo de esquí alpino de Xiaohaituo - esquí alpino 15.000
- Pista de bobsleigh, skeleton y luge de Xiaohaituo - bobsleigh, luge, skeleton
- Yanqing MMC: Centro de Medios de Comunicación
- Villa Olímpica de Yanqing

### Zhangjiakou
Todas las demás pruebas de esquí se celebrarán en la zona de Taizicheng, en el distrito de Chongli, en la ciudad de Zhangjiakou, provincia de Hebei. Está a 220 km del centro de Pekín y a 130 km de la zona montañosa de Xiaohaituo. La estación de esquí ingresó más de 1.540 millones de yuanes (237,77 millones de dólares) en concepto de turismo durante la temporada de nieve 2015-16, lo que supuso un crecimiento del 31,6% respecto a la temporada anterior. En 2016, se anunció que Chongli recibió 2,185 millones de turistas, un aumento del 30% respecto a la temporada anterior, durante la primera temporada de nieve tras ganar la candidatura olímpica. La temporada de nieve duró cinco meses a partir de noviembre, durante los cuales Chongli ha acogido treinta y seis competiciones y actividades, como la Copa del Lejano Oriente y el Festival Internacional de Esquí para Niños. También se han organizado veintitrés campamentos de esquí, que han atraído la participación de 3.800 jóvenes. La construcción de todo el recinto comenzó en noviembre de 2016 y estará terminada a finales de 2020 para que la ciudad pueda celebrar eventos de prueba.
- Centro Nórdico Kuyangshu y Centro de Biatlón - esquí de fondo, combinado nórdico (esquí de fondo)
- Campo de saltos de esquí de Kuyangshu - saltos de esquí, combinada nórdica (saltos de esquí)
- Estación de esquí de Hualindong - biatlón
- Hotel Genting - Centro de medios de comunicación
- Genting Snow Park - snowboard (slopestyle, halfpipe), esquí de estilo libre
- Estación de esquí de Thaiwoo - snowboard (cross), esquí de estilo libre
- Estación de esquí de Wanlong - snowboard (eslalon paralelo)
- Villa Olímpica de Zhangjiakou

## Deportes
Un total de 15 deportes invernales compondrán el programa olímpico de Pekín 2022. El patinaje incluirá tres disciplinas —artístico, de velocidad y de velocidad sobre pista corta—, mientras que el esquí será representado por seis —alpino, de fondo, acrobático, combinada nórdica, salto de esquí y snowboarding—. Los eventos de bobsleigh  serán disputados tanto en bobsleigh como en skeleton. Los restantes cuatro deportes serán: biatlón, curling, hockey sobre hielo y luge.
| - Biatlón - Bobsleigh - Combinada nórdica - Curling - Esquí acrobático | - Esquí alpino - Esquí de fondo - Hockey sobre hielo - Luge - Patinaje artístico | - Patinaje de velocidad en pista corta - Patinaje de velocidad - Saltos de esquí - Skeleton - Snowboard |

## Desarrollo

### Calendario
| A | Apertura |  | Clasificatorias | # | Eventos finales | GE | Gala de exhibición | C | Clausura |

## Países participantes
| Lista de naciones participantes |
| --- |
| - Albania (ALB) (1) - Alemania (GER) (149) - Andorra (AND) (5) - Arabia Saudita (KSA) (1) - Argentina (ARG) (6) - Armenia (ARM) (6) - Australia (AUS) (44) - Austria (AUT) (106) - Azerbaiyán (AZE) (2) - Bélgica (BEL) (19) - Bielorrusia (BLR) (29) - Bolivia (BOL) (2) - Bosnia y Herzegovina (BIH) (6) - Brasil (BRA) (10) - Bulgaria (BUL) (16) - Canadá (CAN) (215) - Chile (CHI) (4) - República Popular China (CHN) (176) - China Taipéi (TPE) (4) - Chipre (CYP) (1) - Colombia (COL) (3) - Corea del Sur (KOR) (64) - Croacia (CRO) (11) - Dinamarca (DEN) (62) - Ecuador (ECU) (1) - Eritrea (ERI) (1) - Eslovaquia (SVK) (50) - Eslovenia (SLO) (44) - España (ESP) (14) - Estados Unidos (USA) (224) - Estonia (EST) (26) - Filipinas (PHI) (1) - Finlandia (FIN) (95) - Francia (FRA) (86) - Georgia (GEO) (9) - Ghana (GHA) (1) - Grecia (GRE) (5) - Haití (HAI) (1) - Hong Kong (HKG) (3) - Hungría (HUN) (14) - India (IND) (1) - Irán (IRI) (3) - Irlanda (IRL) (6) - Islandia (ISL) (5) - Islas Vírgenes de los Estados Unidos (ISV) (1) - Israel (ISR) (6) - Italia (ITA) (118) - Jamaica (JAM) (6) - Japón (JPN) (124) - Kazajistán (KAZ) (34) - Kirguistán (KGZ) (1) - Kosovo (KOS) (2) - Letonia (LAT) (58) - Líbano (LBN) (3) - Liechtenstein (LIE) (2) - Lituania (LTU) (13) - Luxemburgo (LUX) (2) - Macedonia del Norte (MKD) (3) - Madagascar (MAD) (2) - Malasia (MAS) (2) - Malta (MLT) (1) - Marruecos (MAR) (1) - México (MEX) (4) - Moldavia (MDA) (5) - Mónaco (MON) (3) - Mongolia (MGL) (2) - Montenegro (MNE) (3) - Nigeria (NGR) (1) - Noruega (NOR) (84) - Nueva Zelanda (NZL) (15) - Países Bajos (NED) (41) - Pakistán (PAK) (1) - Perú (PER) (1) - Polonia (POL) (57) - Portugal (POR) (3) - Puerto Rico (PUR) (2) - Reino Unido (GBR) (50) - República Checa (CZE) (113) - Rumania (ROU) (21) - Comité Olímpico Ruso (ROC) (212) - Samoa Americana (ASA) (1) - San Marino (SMR) (2) - Serbia (SRB) (2) - Suecia (SWE) (116) - Suiza (SUI) (167) - Tailandia (THA) (4) - Timor Oriental (TLS) (1) - Trinidad y Tobago (TTO) (2) - Turquía (TUR) (7) - Ucrania (UKR) (45) - Uzbekistán (UZB) (1) |

## Teledifusión
En algunos países, los derechos de teledifusión de los Juegos Olímpicos fueron vendidos como parte de un contrato de larga duración. En Francia y el Reino Unido, los derechos del evento fueron vendidos a Discovery Communications como parte del acuerdo de transmisión que la empresa firmó con el COI y que incluye los Juegos Olímpicos de 2018 a 2024. En el Reino Unido, para cumplir con las leyes antimalversación, Discovery deberá conceder la licencia la cobertura a una cadena de televisión abierta como, por ejemplo, la BBC.
- Afganistán – ATN[10]
- África subsahariana – SuperSport,[11] Infront[12]
- Alemania – ARD, ZDF
- América Latina (salvo Brasil) – América Móvil,[13] Claro Sports
- Andorra - RTVA[10]
- Armenia – ARMTV[10]
- Asia – Dentsu[14]
- Australia – Seven Network
- Bélgica – VRT, RTBF
- Bielorrusia - Beltelradio[10]
- Bolivia - Bolivisión[10]
- Bosnia y Herzegovina - BHRT[10]
- Botsuana - BTV[10]
- Brasil – Grupo Globo
- Brunéi - RTB[10]
- Bulgaria - BNT[10]
- Burkina Faso - RTB[10]
- Cabo Verde - RTB[10]
- Camboya - Hang Meas[10]
- Canadá – CBC, TSN
- Caribe – Sports Max[10]
- Chile - TVN
- China – CCTV, Migu[15]
- China Taipéi - Chunghwa Telecom, ELTA[10]
- Colombia – Caracol Televisión[16]
- Corea del Sur – SBS[17]
- Costa de Marfil - RTI[10]
- Costa Rica - Repretel[10]
- Croacia – HRT[18]
- Dinamarca – DR, TV2[19]
- Ecuador - RTS[10]
- El Salvador - Canal 12[10]
- Estados Unidos – NBC[20]
- Estonia – Postimees Grupp
- Etiopía - ETV[10]
- Europa – Discovery Communications, Eurosport[21]
- Finlandia – Yle[22]
- Filipinas - Cignal TV[10]
- Francia – France Television
- Hungría – MTVA
- Islandia – RÚV
- Islas del Pacífico – SKY Pacific[23]
- Japón – Japan Consortium[24]
- Kazajistán – Khabar, RTRK[25]
- Lituania – TV3[10]
- Macao – TDM[26]
- Malasia – RTM
- MENA – beIN Sports[27]
- Nueva Zelanda - SKY[23]
- Países Bajos – NOS[28]
- Perú – Grupo ATV[10]
- Polonia - TVP
- Reino Unido – BBC[29]
- Serbia – RTS
- Singapur – Mediacorp
- Subcontinente indio – Olympics.com[10]
- Sudáfrica – SABC, SuperSport
- Suecia - Kanal 5
- Tailandia – TPT[10]
- Uruguay - Canal 5[10]

## Preocupaciones y controversias
Los críticos cuestionaron la oferta de Pekín, citando que los sitios propuestos para los lugares al aire libre no tienen nevadas confiables en invierno para deportes de nieve. Se ha expresado la preocupación de que la nieve deba transportarse a los lugares a un costo elevado y con consecuencias ambientales inciertas.
Se ha cuestionado el impacto ambiental de albergar los juegos cerca de Pekín. Algunos de los lugares propuestos serán adyacentes a la Reserva Natural Nacional Songshan de Pekín y serán parte del mismo sistema montañoso, y el impacto ambiental en la reserva natural de la construcción, y cubriendo artificialmente partes de la montaña con nieve, es incierto. El gobierno chino ha respondido a estas preocupaciones ampliando la reserva natural en un 31 por ciento de su tamaño original.
Poco después del anuncio de la ciudad anfitriona de 2022, algunos críticos musicales alegaron que la canción oficial utilizada durante la licitación era "sospechosamente" similar a "Let It Go" de la película Frozen de Disney.
La pandemia de COVID-19 resultó en cambios en la clasificación para curling y hockey sobre hielo femenino debido a la cancelación de torneos en 2020. La Federación Mundial de Curling propuso que la clasificación para curling se base en la ubicación en el campeonato mundial de 2021 y un torneo de clasificación dedicado para completar el campo (en lugar de los puntos obtenidos en los campeonatos mundiales de 2020 y 2021). La IIHF basó su clasificación para el torneo femenino en las clasificaciones mundiales existentes de la IIHF, sin tener el Campeonato Mundial Femenino 2020.

### Boicot de los juegos

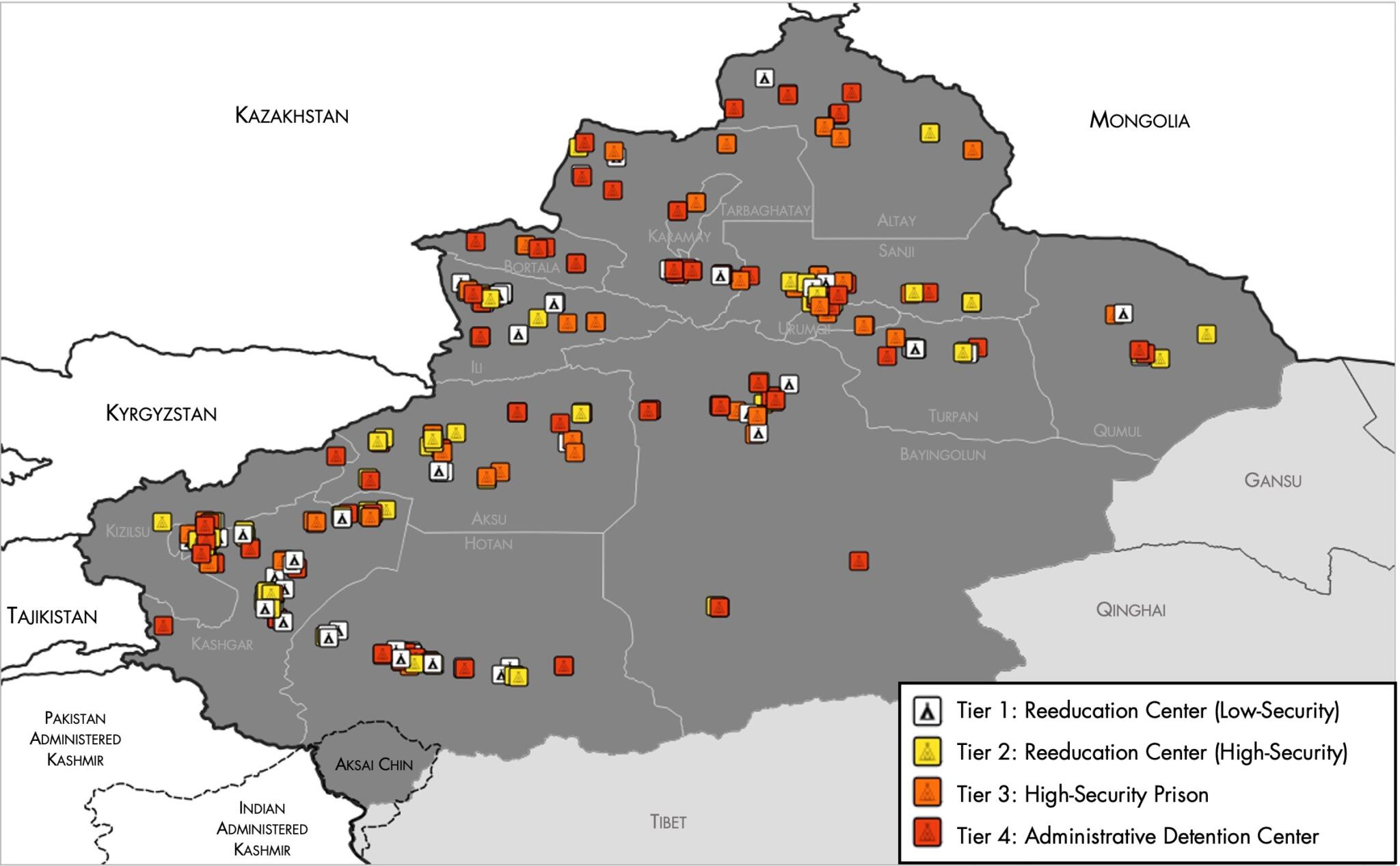
Ubicaciones de Campos de internamiento de Sinkiang identificadas por la Agencia Nacional de Inteligencia Geoespacial de EE. UU. Y el Instituto Australiano de Política Estratégica

A raíz de la filtración de 2019 de los papeles de Sinkiang, las protestas en Hong Kong de 2019-2020, la diplomacia del guerrero lobo de China y el genocidio uigur, se hicieron llamamientos para boicotear los Juegos de 2022. En una carta del 30 de julio de 2020, el Congreso Mundial Uigur instó al COI a reconsiderar la celebración de los Juegos Olímpicos de Invierno de 2022 en Beijing debido al genocidio uigur. En septiembre de 2020, el senador estadounidense Rick Scott habló con la vicepresidenta del COI, Anita DeFrantz, sobre la reconsideración de la decisión del COI de albergar los Juegos Olímpicos de Invierno de 2022 en China. Scott expresó su decepción porque el COI se negó a comprometerse a sacar los juegos de China. En octubre de 2020, el secretario de Relaciones Exteriores británico, Dominic Raab, sugirió que el Reino Unido podría boicotear los Juegos Olímpicos de Invierno de 2022.
El uso por parte de China de sanciones comerciales y coerción económica contra Australia ha provocado un aumento de los llamamientos dentro de Australia para boicotear los Juegos Olímpicos de Invierno de 2022. En noviembre de 2020, los senadores australianos Jacqui Lambie y Rex Patrick propusieron oficialmente un boicot. Posteriormente, su propuesta fue rechazada. Algunas organizaciones de derechos humanos han pedido un boicot diplomático que significaría que los países no enviarían a sus jefes de Estado u oficiales de alto rango a los Juegos Olímpicos, pero aun así enviarían atletas. 13 miembros del Parlamento canadiense firmaron una carta pidiendo que los juegos se trasladen fuera de China. Tres líderes de partido han apoyado la reubicación de los juegos, y una líder incluso declaró que apoyaba que los juegos se trasladaran a Canadá. En febrero de 2021, seis senadores republicanos más de Estados Unidos pidieron que se cambiaran los Juegos. El diputado holandés Sjoerd Sjoerdsma dijo que los Juegos Olímpicos también deberían ser sacados de China citando el genocidio uigur.
En marzo de 2021, la esquiadora alpina estadounidense Mikaela Shiffrin dijo que no debería tener que elegir entre su moral y su trabajo debido a las cuestiones de derechos humanos planteadas durante los juegos.
En febrero de 2021, el medio estatal chino Global Times advirtió que China "sancionaría seriamente a cualquier país que siguiera un boicot". Y en marzo de 2021, el portavoz chino Guo Weimin declaró que cualquier intento de boicotear los Juegos Olímpicos estaría condenado al fracaso. El ministro de Relaciones Exteriores de China, Wang Yi, también dijo al jefe de política exterior de la UE, Josep Borrell, que deberían asistir a los juegos para "mejorar los intercambios sobre deportes de invierno" y para "fomentar nuevos aspectos destacados" en la cooperación bilateral.
El COI ha declarado que permanece neutral en todos los asuntos políticos globales y que el premio a la organización de los juegos no significa que el COI esté de acuerdo con la estructura política, las circunstancias sociales o los estándares de derechos humanos en el país en el que se encuentra. Aseguraron: "Lo hemos dicho repetidamente: el COI no es responsable del gobierno. Solo da los derechos y la oportunidad para la realización de los Juegos Olímpicos. Eso no significa que estemos de acuerdo con toda la política, todas las cuestiones sociales o de derechos humanos en el país. Y no significa que aprobemos todas las violaciones a los derechos humanos de una persona o pueblo", se lee en la respuesta del comité a la AFP. La respuesta ha generado críticas de Jules Boykoff acusando al COI de hipocresía al decir que ignora su estatuto que promueve la igualdad y la antidiscriminación cuando es conveniente hacerlo y que el COI "ha mostrado una" desafortunada propensión a alejarse de los derechos humanos y las atrocidades para asegurarse de que los juegos continúen.
En una encuesta nacional realizada en marzo de 2021, el 54% de los canadienses dijo que el país debería boicotear los Juegos Olímpicos de Invierno de 2022 en Beijing, mientras que el 24% creía que no debería y el 21% no estaba seguro.
El 8 de septiembre de 2021, después de que el COI suspendiera al CON de Corea del Norte por no estar presente en los Juegos Olímpicos de Verano de 2020, se ha especulado sobre si el COI también tenía la intención de enviar un mensaje a las naciones que estaban considerando boicotear los juegos, de que podrían ser sancionados en la participación en futuros Juegos Olímpicos si optaban por boicotear esta edición.
El 14 de octubre de 2021, el vicepresidente ejecutivo del COI, el australiano John Coates, dijo que el COI no desafiaría al gobierno chino por la cuestión de los uigures, afirmando que "no era competencia del COI".
El 19 de noviembre de 2021, 17 miembros del parlamento nacional lituano Seimas publicaron una carta oficial en la que instaban a Lituania a retirarse de los Juegos Olímpicos de 2022 debido a violaciones de derechos humanos en China. Daina Gudzinevičiūtė, presidenta del Comité Olímpico Nacional de Lituania, emitió una declaración de que los Juegos Olímpicos deberían ser políticamente neutrales y confirmó que el comité no tiene planes de boicotear los juegos.
El 29 de noviembre de 2021, los medios chinos informaron que China, según se informa, no planea invitar a políticos occidentales que amenacen con un boicot diplomático a los Juegos Olímpicos de Invierno de Beijing.
El 3 de diciembre de 2021, Lituania anunció un boicot diplomático de los juegos.

Países que anunciaron un boicot diplomático a los Juegos Olímpicos de Invierno de 2022

El 6 de diciembre de 2021, la secretaría de prensa de la Casa Blanca, Jen Psaki, anunció que la administración Biden iniciaría un boicot diplomático de los Juegos Olímpicos de Invierno de 2022 y los Juegos Paralímpicos de Invierno de 2022. El boicot diplomático prohibiría a todos los funcionarios del gobierno de Estados Unidos asistir a los juegos a título oficial. La Casa Blanca citó el maltrato de China al pueblo uigur como la razón del boicot. El boicot diplomático no afectará la participación de deportistas estadounidenses. La Casa Blanca dijo que no llegó a un boicot total, porque "no sería justo castigar a los atletas que han entrenado durante años". El COI respondió a la decisión de los Estados Unidos diciendo: "La presencia de funcionarios gubernamentales y diplomáticos es una decisión puramente política de cada gobierno, que el COI respeta plenamente en su neutralidad política. Al mismo tiempo, este anuncio también deja en claro que los Juegos Olímpicos y la participación de los atletas van más allá de la política, y esto lo acogemos con beneplácito".
El 8 de diciembre de 2021, Australia anunció un boicot diplomático de los juegos, y Australia anunció su negativa a firmar la tregua olímpica de las Naciones Unidas para enviar también un mensaje a Beijing. El mismo día, Gran Bretaña anunció un boicot diplomático a los juegos. En el caso de Gran Bretaña, no está claro si Ana, la Princesa Real, también tendrá prohibido asistir a los juegos, ya que además de ser la hija de Isabel II, es miembro del COI desde hace mucho tiempo y presidenta de los Asociación Olímpica Británica. El mismo día, Canadá también anunció un boicot diplomático a los juegos.
El 11 de diciembre de 2021, Japón anunció que no enviará a ningún ministro del gabinete a los Juegos Olímpicos de Invierno de 2022, alineándose con otros países que declararon boicots diplomáticos. Sin embargo, enviará al presidente del Comité Olímpico Japonés, Yasuhiro Yamashita.
El 13 de diciembre de 2021, el presidente de Estonia, Alar Karis, anunció que no asistirá a los Juegos Olímpicos de Invierno de 2022, citando factores políticos.

### Boicots diplomáticos
Un boicot diplomático indica que ningún dignatario representará al gobierno de la nación respectiva en los Juegos Olímpicos. Los atletas de las naciones aún pueden participar a menos que esa nación haya implementado un boicot total.
Los siguientes países han confirmado un boicot diplomático a los juegos:
- Lituania  (LTU)[78]
- Estados Unidos  (USA)[79]
- Australia  (AUS)[80]
- Reino Unido  (GBR)[81]
- Canadá  (CAN)[82]
- Kosovo  (KOS)[83]
- Bélgica  (BEL)[84]
- Estonia  (EST)[77]
- Letonia  (LAT)[85]
- Japón  (JPN)[86]
- India[87]
- República de China[88][89][90]

Además, Austria, Nueva Zelanda, Suecia, los Países Bajos, India y Suiza declararon que no enviarían funcionarios gubernamentales debido a la pandemia de COVID-19, pero afirmaron que "no era un boicot diplomático". Japón enviará a Yasuhiro Yamashita, presidente del Comité Olímpico Japonés y a Seiko Hashimoto, presidenta del Comité Organizador de Tokio 2020 como compromiso sin dejar de participar en el boicot.

### Impacto ambiental
El Comité Organizador de Beijing 2022 afirma que estos serán los "juegos más ecológicos" de la historia, una afirmación que ha sido criticada por algunos expertos fuera de China. Se estima que se utilizarán 49 millones de galones de agua para crear nieve para las diversas competiciones, "estos podrían ser los Juegos Olímpicos de Invierno más insostenibles jamás celebrados”, dijo la profesora Carmen de Jong, geógrafa de la Universidad de Estrasburgo. “Estas montañas prácticamente no tienen nieve natural”. En respuesta, el COI señaló que "se han puesto en marcha una serie de diseños de reciclaje y conservación de agua para optimizar el uso del agua para la fabricación de nieve, el consumo humano y otros fines.

### Preocupaciones de ciberseguridad sobre la aplicación My2022
El grupo de investigación de seguridad cibernética canadiense Citizen Lab advirtió que la aplicación My2022 tiene vulnerabilidades de seguridad que dejan a los usuarios expuestos a filtraciones de datos y que puede estar sujeta a las políticas chinas de censura de Internet. Algunos comités olímpicos han recomendado que los asistentes usen teléfonos desechables y creen cuentas de correo electrónico para su estadía en China, mientras dejan sus teléfonos inteligentes y computadoras portátiles personales en casa.

## Medallero
País organizador
| Núm.                                                                      | País                  | Oro | Plata | Bronce | Total |
| ------------------------------------------------------------------------- | --------------------- | --- | ----- | ------ | ----- |
| 1                                                                         | Noruega (NOR)         | 16  | 8     | 13     | 37    |
| 2                                                                         | Alemania (GER)        | 12  | 10    | 5      | 27    |
| 3                                                                         | Estados Unidos (USA)  | 9   | 9     | 7      | 25    |
| 4                                                                         | China (CHN)           | 9   | 4     | 2      | 15    |
| 5                                                                         | Suecia (SWE)          | 8   | 5     | 5      | 18    |
| 6                                                                         | Países Bajos (NED)    | 8   | 5     | 4      | 17    |
| 7                                                                         | Austria (AUT)         | 7   | 7     | 4      | 18    |
| 8                                                                         | Suiza (SUI)           | 7   | 2     | 6      | 15    |
| 9                                                                         | ROC (ROC)             | 5   | 12    | 15     | 32    |
| 10                                                                        | Francia (FRA)         | 5   | 7     | 2      | 14    |
| 11                                                                        | Canadá (CAN)          | 4   | 8     | 14     | 26    |
| 12                                                                        | Japón (JPN)           | 3   | 7     | 8      | 18    |
| 13                                                                        | Italia (ITA)          | 2   | 7     | 8      | 17    |
| 14                                                                        | Corea del Sur (KOR)   | 2   | 5     | 2      | 9     |
| 15                                                                        | Eslovenia (SLO)       | 2   | 3     | 2      | 7     |
| 16                                                                        | Finlandia (FIN)       | 2   | 2     | 4      | 8     |
| 17                                                                        | Nueva Zelanda (NZL)   | 2   | 1     | 0      | 3     |
| 18                                                                        | Australia (AUS)       | 1   | 2     | 1      | 4     |
| 19                                                                        | Reino Unido (GBR)     | 1   | 1     | 0      | 2     |
| 20                                                                        | Hungría (HUN)         | 1   | 0     | 2      | 3     |
| 21                                                                        | Bélgica (BEL)         | 1   | 0     | 1      | 2     |
| 21                                                                        | Eslovaquia (SVK)      | 1   | 0     | 1      | 2     |
| 21                                                                        | República Checa (CZE) | 1   | 0     | 1      | 2     |
| 24                                                                        | Bielorrusia (BLR)     | 0   | 2     | 0      | 2     |
| 25                                                                        | España (ESP)          | 0   | 1     | 0      | 1     |
| 25                                                                        | Ucrania (UKR)         | 0   | 1     | 0      | 1     |
| 27                                                                        | Estonia (EST)         | 0   | 0     | 1      | 1     |
| 27                                                                        | Letonia (LAT)         | 0   | 0     | 1      | 1     |
| 27                                                                        | Polonia (POL)         | 0   | 0     | 1      | 1     |
| Fuente: Comité Olímpico Internacional - Beijing 2022 - Medallero olímpico |                       |     |       |        |       |